# Landover
Il ciclo di Landover è una serie di sei romanzi fantasy dell'autore statunitense Terry Brooks. La serie è basata sulla avventure di Ben Holiday, avvocato di Chicago che ha acquistato la sovranità di questo magico regno in un catalogo natalizio per "Vip della terra". Landover è un mondo parallelo circondato da tutti i lati dalla Nebbia Fatata, la quale connette ad altri mondi compresa la Terra. Landover è un regno rurale abitato da umani, gnomi, coboldi e altre creature fatate che spesso formano delle società separate. I loro signori hanno un certo grado di autonomia. Altri abitanti del regno sono il drago Strabo e la Strega del Crepuscolo. Landover è protetto dal Paladino, un magico cavaliere a servizio del re. In assenza di un vero re, il Paladino scompare ed il regno cade in uno stato di decadimento detto "la Ruggine", che si espande dal castello del re (Sterling Silver) al resto del regno. Il Paladino è una delle poche creature magiche che può contrastare il drago e la Strega del Crepuscolo.

## Libri

### Il magico regno di Landover(Magic Kingdom for Sale - Sold!, 1986)
Il primo romanzo racconta come Ben Holiday scopre la vendita del regno magico di Landover. Ne diventa re ma deve affrontare molti problemi per consolidare il trono.

### L'unicorno nero(The Black Unicorn, 1987)
Nel secondo romanzo, Holiday è mascherato in una persona comune presumibilmente da una magia del mago malvagio Meeks. Ben dovrà riprendere il trono e salvare Willow nella sua cerca pericolosa dell'Unicorno Nero.

### Mago a metà(Wizard at Large, 1988)
Nel terzo romanzo, Abernathy è accidentalmente trasportato sulla Terra da una magia maldestra di Questor Thews. Inoltre, un demone è liberato in Landover. Ben ed i suoi amici dovranno trovare un modo per recuperare Abernathy e fermare il demone.

### La scatola magica di Landover(The Tangle Box, 1994)
Nel quarto romanzo, la moglie di Ben Holiday, Willow, aspetta un figlio e per farlo nascere dovrà raccogliere le terre dei 3 mondi ai quali appartiene: quello di Ben, la Terra, Landover e la terra delle nebbie fatate. Nel frattempo Ben è stato rinchiuso insieme alla Strega del Crepuscolo ed il drago Strabo in una scatola magica, dove prenderanno le sembianze di un cavaliere, una dama e un gargoyle, confrontandosi con le loro più intime paure.

### La sfida di Landover(Witches' Brew, 1995)
Nel quinto romanzo, un usurpatore da un altro mondo chiede che Ben abdichi da re di Landover mandandogli contro creature magiche e malvagie. Nel mentre, la Strega del Crepuscolo rapisce la figlia di Willow, Mistaya, nel tentativo di sovvertire lei e usare la sua magia innata. Inoltre Questor Thews e Abernathy sono mandati sulla Terra per incontrarsi con una vecchia amica, lasciando Ben e Willow soli contro la nuova minaccia.

### La principessa di Landover(A Princess of Landover, 2009)
Il sesto romanzo vede protagonista Mistaya, figlia quindicenne di Ben. Cacciata dal prestigioso college americano nel quale era stata mandata, la principessa è tornata a Landover per studiare la magia presso il mago di corte. Quando un aristocratico del regno chiede la sua mano Mistaya lascia la corte del padre ma, proprio quando per la prima volta è lontana dai suoi amici, scopre che una grave minaccia incombe sul regno di Landover.

## Personaggi

### Ben Holiday
Ben era un avvocato di successo. La sua vita cambia radicalmente quando sua moglie Annie (incinta) muore in un incidente stradale. Ben cade in depressione e non ha giovamento dal suo lavoro come avvocato con il suo miglior amico, Miles Bennet. Leggendo una pubblicità su un catalogo natalizio di un centro commerciale, decide di comprare il regno magico di Landover e diventarne il re per un milione di dollari nella speranza di poter cambiare vita. Landover si presenta proprio un regno vero e nel bisogno di un vero re per poter essere riportato ai vecchi splendori. Ben dovrà affrontare molte sfide con nuovi amici e pericolosi nemici. Alla fine riuscirà ad essere accettato e rispettato dai cittadini di Landover e diventare un vero re.

### Meeks
Meeks è colui che ha venduto il regno di Landover a Ben e fratellastro di Questor Thews. Appare come un vecchio brizzolato, senza il braccio destro ed è un mago molto potente. Meeks è entrato in possesso del magico medaglione che identifica il re di Landover e ha sviluppato un piano per vendere il regno con esso. Meeks vende il regno ed il medaglione ad un compratore per accedere a Landover, e quando la vittima o abbandona il regno o rimane ucciso, recupera il medaglione e rivende il regno ad un'altra persona. Il piano verrà sventato da Ben Holiday che dopo essere diventato il vero re di Landover taglia fuori Meeks da Landover.

### Questor Thews
Questor Thews è il mago di corte ed uno dei migliori amici e consigliere di Ben. Suo fratellastro è il mago Meeks, anche se Questor Thews ha deciso di servire Landover ed il suo re, piuttosto che controllarlo. La magia di Questor Thews non sempre funziona come vorrebbe e sono molti i pasticci che combina con un incantesimo maldestro. Il mago è infatti il responsabile della trasformazione in un cane terrier dal pelo raso di Abernathy, ma poi il mago non è riuscito ritrasformarlo in un umano.

### Abernathy
Abernathy è lo scrivano di corte, e uno dei migliori amici di Ben. Questor Thews, lo ha trasformato in un terrier dal pelo raso, tempo prima dell'arrivo di Ben a Landover, per salvarlo dalla crudeltà del figlio del vecchio re. Sfortunatamente il mago non aveva abbastanza conoscenza magica per ritrasformarlo in un umano ed è rimasto un cane. Come scrivano, Abernathy è responsabile degli affari giornalieri al castello, un compito in cui eccelle per via dei suoi studi e della sua natura accurata. La naturale tendenza di Abernathy ad essere eccessivamente cauto aiuta a bilanciare l'impetuosità di Ben e l'impreparazione del mago.

### Willow
Willow è una silfide e moglie di Ben. Lei è la figlia del Signore del Fiume, ha la pelle color verde chiaro e capelli color smeraldo. Ha una doppia natura, umana e fatata, perché ha origini dal Mondo Fatato. Per mantenere la sua forza vitale deve trasformarsi in un salice ogni 21 giorni.

### Bunion e Parsnip
Bunion e Parsnip sono due coboldi che vivono nel castello e sono al servizio del re di Landover. Svolgono i compiti di guardiano e cuoco del castello rispettivamente, e sono molto competenti nel combattimento e come guardie del corpo. Sono degli esseri simili a scimmie dalle larghe orecchie con una bocca dai denti affilati. Loro non parlano, ma comunicano mediante gesti e sibili. I coboldi sono creature provenienti dalla Nebbia Fatata che circonda Landover e dedicano la loro vita al servizio del trono.

### Filip e Sot
Filip e Sot sono due fratelli e sono due gnomi Va' Via. Inseparabili, viaggiano sempre insieme e spesso sono compagni nelle avventure di Ben. Gli gnomi Va' Via sono degli incorreggibili ladri e sono considerati delle pesti dalla maggior parte delle altre comunità di Landover. Tuttavia, Filip e Sot sono stati i primi a giurare fedeltà a Ben, anche se a volte sono un po' fastidiosi. Il nome di gnomi Va' Via è stato attribuito in un passato imprecisato di Landover. Quando gli gnomi sono giunti per la prima volta a Landover, gli altri popoli hanno saputo della loro cleptomania ed iniziarono a chiamarli "gnomo, va' via" per scacciarli e rimandarli a casa dovunque essa sia. Col tempo poi sono conosciuti come gnomi Va' Via.

### Il Signore del Fiume
Il Signore del Fiume è il signore del popolo fatato (elfi, ninfe, naiadi, folletti) che vive a Elderew ed è il padre di Willow. Una volta era una creatura fatata che viveva nella Nebbia Fatata ma decise di diventare una creatura umana. Conoscitore della magia, è un guaritore e con la sua magia cura la sua terra attorno a Elderew, mantenendo puliti la terra, i fiumi ed i laghi.

### La Strega del Crepuscolo
La Strega del Crepuscolo è una strega molto potente che vive nel Pozzo Infido. Lei è una delle principali nemiche di Ben, assieme a Strabo, il drago. Lei possiede una grande magia, poiché proviene dalla Nebbia Fatata, ma utilizza questo potere per tortura e avidità (questo è il motivo per cui è stata cacciata dalla Nebbia Fatata con divieto di ritornarvi).

### Strabo
Strabo è un drago che vive nella desolata terra delle Fonti di Fiamma. Il drago è una creatura solitaria, l'ultima della sua specie, e spesso è un rivale di Ben nelle sue avventure. Strabo è una delle creature magiche più potenti di Landover, assieme alla Strega del Crepuscolo, anche se non così malvagia. Ha l'abilità di viaggiare attraverso la Nebbia Fatata e spostarsi in altri mondi.

### Il Paladino
Il Paladino è un cavaliere magico, campione e difensore del re di Landover. La sua immagine è incisa sul medaglione magico del re e solo il vero re può evocarlo per combattere. In verità, il Paladino è lo spirito di un guerriero immortale che risiede all'interno del medaglione ed evocato dal re al momento del bisogno. Il segreto del Paladino è conosciuto solo dal re.

### Il Marchio di Ferro
Il Marchio di ferro è il signore dei demoni e vive ad Abaddon. Appare come un essere umano, alto circa due metri e mezzo, ed indossa un'armatura nera con dei serpenti intagliati su di essa. Il Marchio di ferro cavalca un demone alato, mezzo serpente e mezzo lupo. I demoni di Abaddon sono stati esiliati dal Mondo Fatato e vorrebbero ritornarvi. L'unico modo per i demoni di ritornare al Mondo Fatato è attraverso Landover e diventarne re. Per far ciò il Marchio di Ferro deve sfidare a duello il re di Landover e conquistare il medaglione magico. Il signore dei demoni ha sempre sfidato il re, dopo la morte del vecchio re, ma solo Ben Holiday ha avuto il coraggio di accettare la sfida e grazie al Paladino il signore dei demoni è stato sconfitto.

### Edgewood Dirk
Dirk è una creatura fatata conosciuto come il Gatto Prismatico. Appare come un gatto ordinario, ma ha l'abilità di parlare e di focalizzare la luce e l'energia attraverso di esso. Quando Ben è stato ingannato da Meeks e gli è stato rubato il suo regno, Dirk è stato mandato dalle creature fatate per guidare Ben verso la verità e fornirgli protezione. Dirk è molto distaccato e fa molti riferimenti all'indifferenza dei gatti ai problemi del resto del mondo.

### La Madre Terra
La Madre Terra è una creatura fatata e personificazione della natura in Landover. Interviene durante gli eventi de L'Unicorno nero per aiutare Ben ad andare nella giusta direzione per trovare Willow. La Madre Terra riconosce l'importanza del rapporto tra Ben e Willow e si fa promettere da Ben che proteggerà Willow sopra ogni cosa.

### Miles Bennett
Avvocato e collega di Ben allo studio legale a Chicago. Il calmo contegno di Miles bilancia l'impetuosità e l'aggressività di Ben. Miles spesso chiama Ben "Doc", per la sua bravura di avvocato nei tribunali.

### Michel Ard Rhi
Michel è il figlio del vecchio re di Landover. Assieme a Meeks vendeva il regno di Landover a vittime ignare ed è indirettamente la ragione per cui Abernathy è stato trasformato in un cane. Ora vive in un castello sulla Terra nello stato di Washington, milionario e collezionista di artefatti magici.

## Luoghi

### Abaddon
Abaddon è il mondo infernale che giace sotto Landover. Non avendo Sole, lune o stelle, il cielo è nero. Ha molte montagne frastagliate e profonde gole ed è illuminato dal bagliore della lava e da una strana luce che danza all'orizzonte. Abaddon è abitata dai demoni, esiliati dal Mondo Fatato, ed il signore dei demoni è il Marchio di Ferro, il più potente dei demoni.

### Il Pozzo Infido
Il Pozzo Infido è il luogo dove vive la Strega del Crepuscolo. Questo luogo è una vasta dolina e si trova nella parte nord-ovest di Landover. Il Pozzo Infido è collegato alla Nebbia Fatata.

### Elderew
Elderew è la città principale della Terra dei Laghi dove vive il Signore del Fiume. Questa città è circondata da una palude che può essere attraversata solo con l'aiuto del Signore del Fiume o della sua gente. Al centro della palude, dove sta anche la città, c'è un grande anfiteatro dove il popolo fatato tiene le celebrazioni e festival. La città stessa è costruita su un gruppo di giganteschi alberi, grandi il doppio delle sequoie californiane, da terra fino alle cime degli alberi. I cottage ed i negozi della città sono collegate mediante una rete di liane e scale.

### Le lune di Landover
Landover possiede otto lune, ognuna di un colore diverso: bianco, pesca, malva pallida, rosa, verde marino, berillo, turchese e giada. Due delle lune, pesca e malva pallido, sono visibili durante il giorno, mentre le altre sono visibili dopo il crepuscolo. Le lune sorgono e tramontano come normali satelliti naturali. Alcune volte durante l'anno tutte e otto le lune sono visibili nel cielo contemporaneamente. Circa ogni due mesi c'è la fase di luna nuova, quando alcune delle lune sono sotto l'orizzonte e le altre sono nella loro fase oscura, lasciando il cielo illuminato solo dalle stelle

### Sterling Silver
Sterling Silver è il nome del castello del re di Landover. Il castello stesso è un'entità vivente. Si trova su un'isola circondata da un lago accessibile solo con una barca magica (all'inizio del primo romanzo). Dopo che Ben è diventato Alto Signore di Landover, è stato ricostruito il ponte sopra il lago per permettere un accesso diretto al castello. Essendo il castello un'entità magica, reagisce agli stati d'animo e sentimenti del re ed in risposta può sentire l'energia del castello attraverso i muri e pavimenti. Una delle torri del castello ospita l'Osservatorio, una camera magica dove il re può osservare qualsiasi parte di Landover come se stesse volandoci sopra. In assenza del re, il castello cade vittima di un decadimento fisico, chiamato "la Ruggine", e se non è controllato prima o poi consumerà il castello e si estenderà a tutto Landover.